# Lethrus antovae
Lethrus antovae là một loài bọ cánh cứng trong họ Geotrupidae. Loài này được Medvedev miêu tả khoa học năm 1957.